# Agrodiaetus rufosaturior
Agrodiaetus rufosaturior är en fjärilsart som beskrevs av Ruggero Verity 1943. Agrodiaetus rufosaturior ingår i släktet Agrodiaetus och familjen juvelvingar. Inga underarter finns listade i Catalogue of Life.